# Frans Hotag
Frans Hotag (Stabroek, 23 maart 1920 - Ellrich, 6 februari 1945) was een Belgisch wielrenner en lid van de verzetsbeweging Witte Brigade.
In 1943 won Frans Hotag als thuisrijder de Nationale Sluitingsprijs. Kort hierna werd hij gearresteerd als lid van de Witte Brigade. Hij stierf op 6 februari 1945 in het concentratiekamp KZ-Außenlager Ellrich-Juliushütte.
De Frans Hotagstraat in Stabroek is naar hem vernoemd.